# Salvadori’s dwergsalangaan
Salvadori’s dwergsalangaan (Collocalia marginata) is een kleine soort gierzwaluw. Het is een endemische vogelsoort van de Filipijnen. De vogel is genoemd naar de Italiaanse ornitholoog Tommaso Salvadori die deze soort in 1882 heeft beschreven.

## Herkenning
De vogel is 9 tot 10 cm lang. Deze dwergsalangaan is donker van boven en vuilwit van onder, de staart is niet gevorkt maar recht afgesneden. Kenmerkend voor deze soorten is een (in omvang variërende) witte vlek op de stuit.

## Verspreiding en leefgebied
Er zijn twee ondersoorten:
- C. m. marginata: centraal en zuidelijk Luzon en de Visayas.
- C. m. septentrionalis: Babuyan, Calayan en noordelijk Camiguin.

Het leefgebied bestaat uit vochtig tropisch of montaan bos.

## Status
De Salvadori's dwergsalangaan komt niet als aparte soort voor op de lijst van het IUCN, maar is daar een ondersoort van de witbuikdwergsalangaan (Collocalia esculenta marginata).